# Panaxia flavicolor
Panaxia flavicolor là một loài bướm đêm thuộc phân họ Arctiinae, họ Erebidae.